# Бруксвілл (Флорида)
Бруксвілл (англ. Brooksville) — місто (англ. city) в США, в окрузі Ернандо штату Флорида. Населення — 8890 осіб (2020).

## Географія
Бруксвілл розташований за координатами 28°30′48″ пн. ш. 82°24′21″ зх. д. / 28.51333° пн. ш. 82.40583° зх. д. (28.513463, -82.405923).  За даними Бюро перепису населення США в 2010 році місто мало площу 28,31 км², з яких 28,05 км² — суходіл та 0,25 км² — водойми.

## Демографія
Згідно з переписом 2010 року, у місті мешкало 7719 осіб у 3504 домогосподарствах у складі 1927 родин. Густота населення становила 273 особи/км².  Було 4339 помешкань (153/км²).
Расовий склад населення:
| - 76,9 % — білих - 18,0 % — чорних або афроамериканців - 0,9 % — азіатів - 0,4 % — корінних американців - 0,1 % — вихідців з тихоокеанських островів - 1,6 % — осіб інших рас |

До двох чи більше рас належало 2,1 %. Частка іспаномовних становила 6,6 % від усіх жителів.
За віковим діапазоном населення розподілялося таким чином: 20,3 % — особи молодші 18 років, 52,4 % — особи у віці 18—64 років, 27,3 % — особи у віці 65 років та старші. Медіана віку мешканця становила 47,8 року. На 100 осіб жіночої статі у місті припадало 81,2 чоловіків;  на 100 жінок у віці від 18 років та старших — 78,4 чоловіків також старших 18 років.
Середній дохід на одне домашнє господарство  становив 40 379 доларів США (медіана — 30 392), а середній дохід на одну сім'ю — 47 726 доларів (медіана — 35 762). Медіана доходів становила 40 321 долар для чоловіків та 26 928 доларів для жінок. За межею бідності перебувало 27,3 % осіб, у тому числі 35,4 % дітей у віці до 18 років та 10,0 % осіб у віці 65 років та старших.
Цивільне працевлаштоване населення становило 2565 осіб. Основні галузі зайнятості: освіта, охорона здоров'я та соціальна допомога — 20,4 %, роздрібна торгівля — 18,7 %, мистецтво, розваги та відпочинок — 15,7 %.